# Cape Fortress
Das Cape Fortress (englisch für Kap Festung) ist ein markantes Kap an der Ingrid-Christensen-Küste des ostantarktischen Prinzessin-Elisabeth-Lands. Es liegt unmittelbar südlich des Cape Gorbatyi am Ufer der Prydz Bay.
Wissenschaftler einer von 1992 bis 1993 durchgeführten Kampagne der Australian National Antarctic Research Expeditions besuchten es. Das Antarctic Names Committee of Australia benannte es 2016 deskriptiv.